# Firestarter (filme)
Firestarter (Chamas da Vingança no Brasil e O Poder do Fogo em Portugal) é um filme americano de Mark L. Lester, de 1984 baseado no livro Firestarter (A Incendiária) de Stephen King.

## Sinopse
Andy McGee (David Keith) e Victoria "Vicky" Tomlinson (Heather Locklear), são submetidos a uma experiência, comandada pelo Dr. Joseph Wanless (Freddie Jones), cujo objectivo é a injecção do "Lote 6" (uma droga que estimula a glândula pituitária), que permite à cobaia de adquirir poderes telequinéticos.
O que Andy e Vicky não esperavam, era ter uma menina, Charlie (Drew Barrymore), dotada de uma grande beleza, mas também de um terrível poder: a pirokinesia.
Este poder permite-lhe incendiar qualquer coisa e qualquer pessoa com a sua mente.
Oito anos mais tarde, Vicky é assassinada por agentes de uma agência secreta do Governo, "A Loja", comandada pelo ambicioso Capitão Hollister (Martin Sheen). Após ter cegado dois agentes d' A Loja com os seus poderes, que tentaram raptar a Charlie, o Andy e esta última fogem. É então que aparece John Rainbird, um homem impiedoso e sádico, cujo único desejo é de ter a Charlie só para ele, e de a matar com as suas próprias mãos.
Perseguidos pela maioria dos agentes d'A Loja, Andy e Charlie refugiam-se na quinta dos Manders. Mas, rapidamente, os agentes encontram-nos, e Charlie mata a maioria. Expulsos pelos Manders, Andy e Charlie refugiam-se na cabana do pai do Andy. Após ter morto o Dr Wanless durante o sono, Rainbird encontra-os e rapta-os depois de os ter baleado com tranquilizantes.
Acordando no interior d'A Loja, Andy e Charlie são separados durante meses. São submetidos a turtuosos testes, contra a sua vontade e proibidos de se verem. Rainbird conspira com o Capitão Hollister para conhecer a Charlie pessoalmente. Faz-se passar por um auxiliar que faz a limpeza no seu quarto para a convencer de que é seu amigo. Convencida, a Charlie vai então passar os testes, que aumentam progressivamente de grau de dificuldade.
Mais tarde, o Andy consegue controlar a mente do Capitão Hollister, e obriga este a levá-lo até à Charlie. Marca encontro no celeiro nessa mesma noite, ignorando que o Rainbird se encontra lá à espera deles. Andy e Charlie encontram-se finalmente, e é aí que a Charlie descobre a verdadeira identidade de Rainbird. Este mata o Capitão Hollister, e depois o Andy. Revoltada e sob o último pedido do seu pai, ela coloca os agentes d'A Loja à prova: Decide queimar a propriedade inteira, bem como todos os seus agentes.
No fim, ela reencontra os Manders na sua quinta. Irv Manders acompanha-a até ao jornal "The New York Times", para ela poder contar a sua história.

## Personagens
- David Keith: Andrew "Andy" McGee
- Drew Barrymore: Charlene "Charlie" McGee
- Freddie Jones: Dr. Joseph Wanless
- Heather Locklear: Victoria "Vicky" Tomlinson McGee
- Martin Sheen: Cap. Hollister
- George C. Scott: John Rainbird
- Art Carney: Irv Manders
- Louise Fletcher: Norma Manders
- Moses Gunn: Dr. Pynchot

## À Volta do Filme
- O livro Creepshows: the illustrated Stephen King movie guide , escrito por Stephen Jones, indica que David Keith era a 14ª escolha.
- Ao início, o filme devia ser realizado por John Carpenter, mas após o resultado comercial do filme The Thing, os produtores da Universal retiraram-lhe o projecto.

## Prêmios e indicações
- Nomeado ao prémio do melhor filme de terror e de melhor actriz jovem (Drew Barrymore), daAcademie dos filmes de ficção científica, fantasia e terror em 1985.